# NGC 7118
NGC 7118 este o galaxie situată în constelația Cocorul. A fost descoperită în 30 septembrie 1834 de către John Herschel. Se află la o distanță de 56,75 de megaparseci de Pământ.